# François Veuillot
Pour les articles homonymes, voir Veuillot.
François Veuillot (Paris, 31 mars 1870 - Paris, 16 juillet 1952) est un journaliste et écrivain français, qui a dirigé après son frère Pierre Veuillot le journal d'obédience catholique L'Univers. Il fut par ailleurs président du Syndicat des journalistes français.

## Biographie
Né à Paris en 1870, François Veuillot est le fils d'Eugène Veuillot (1818-1905) et le neveu de Louis Veuillot (1813-1883), les deux directeurs du journal catholique L'Univers. Son frère Pierre Veuillot (1859-1907) est devenu directeur de L'Univers à la mort de leur père en 1905, mais il mourut prématurément en 1907. François Veuillot lui succéda. Auparavant, il fait du reportage. Un de ses articles, de 1902, qu'on pourrait croire écrit par Zola, donne une peinture réaliste et misérabiliste du quartier de Plaisance. Il est président de la Corporation des publicistes chrétiens qui devient le Syndicat des journalistes français. Il fut président puis président d'honneur du Syndicat des journalistes français et sous-directeur du Comité catholique des amitiés françaises à l'étranger. Il fut également vice-président des Croix de Feu du colonel François de La Rocque et l'un des piliers, à différents titres, des Hommes de France de Jean-Baptiste Lemius.
François Veuillot s'est opposé à l'emprise de l'Action française sur L'Univers avant 1914. Il ne parvint pas à maintenir le journal dans une situation de prospérité, abandonnant la direction à partir de 1912 pour devenir journaliste à La Croix.
Commandeur de l'ordre de Saint-Grégoire-le-Grand, chevalier de la Légion d'honneur, il reste ensuite un militant catholique apprécié, jusqu'au Canada, où il prononce des conférences à Trois-Rivières et à Saint-Justin en 1917 et 1918. Le 30 mai 1926, avec Robert Schuman et le Paul Doncœur S.J., devant 75 000 catholiques réunis à Marcq-en-Barœul, dans le Nord, il fait voter un ordre du jour s'opposant aux projets scolaires d'Édouard Herriot et demandant l'abrogation des lois laïques. Dans les années 1930, il devient le « journaliste officieux » du PSF, sous couvert d'une indépendance politique formelle.
Sur les questions de politique étrangère, il est d'abord conservateur, mais modéré. Dans Le Figaro du 7 juillet 1925, il signe une contre-pétition à celle lancée par l'écrivain pacifiste et communiste Henri Barbusse contre la guerre coloniale au Maroc. Journaliste à La Croix, il se montre plus tempéré. Pendant la Guerre d’Espagne, en 1936, il blâme dans La Croix la tuerie de Badajoz perpétrée par les franquistes et son millier de républicains massacrés. Dans le numéro du 27 août, il s'écrie même : « chers catholiques espagnols, ce n'est pas ainsi que l'on fait triompher la religion ... ». Il est le père du cardinal Pierre Veuillot.
L’Académie française lui décerne le prix d’Académie en 1930 et le prix Pouchard en 1941.

## Distinctions
- Commandeur de l'ordre de Saint-Grégoire-le-Grand
- Chevalier de la Légion d'honneur (1935)

## Ses œuvres

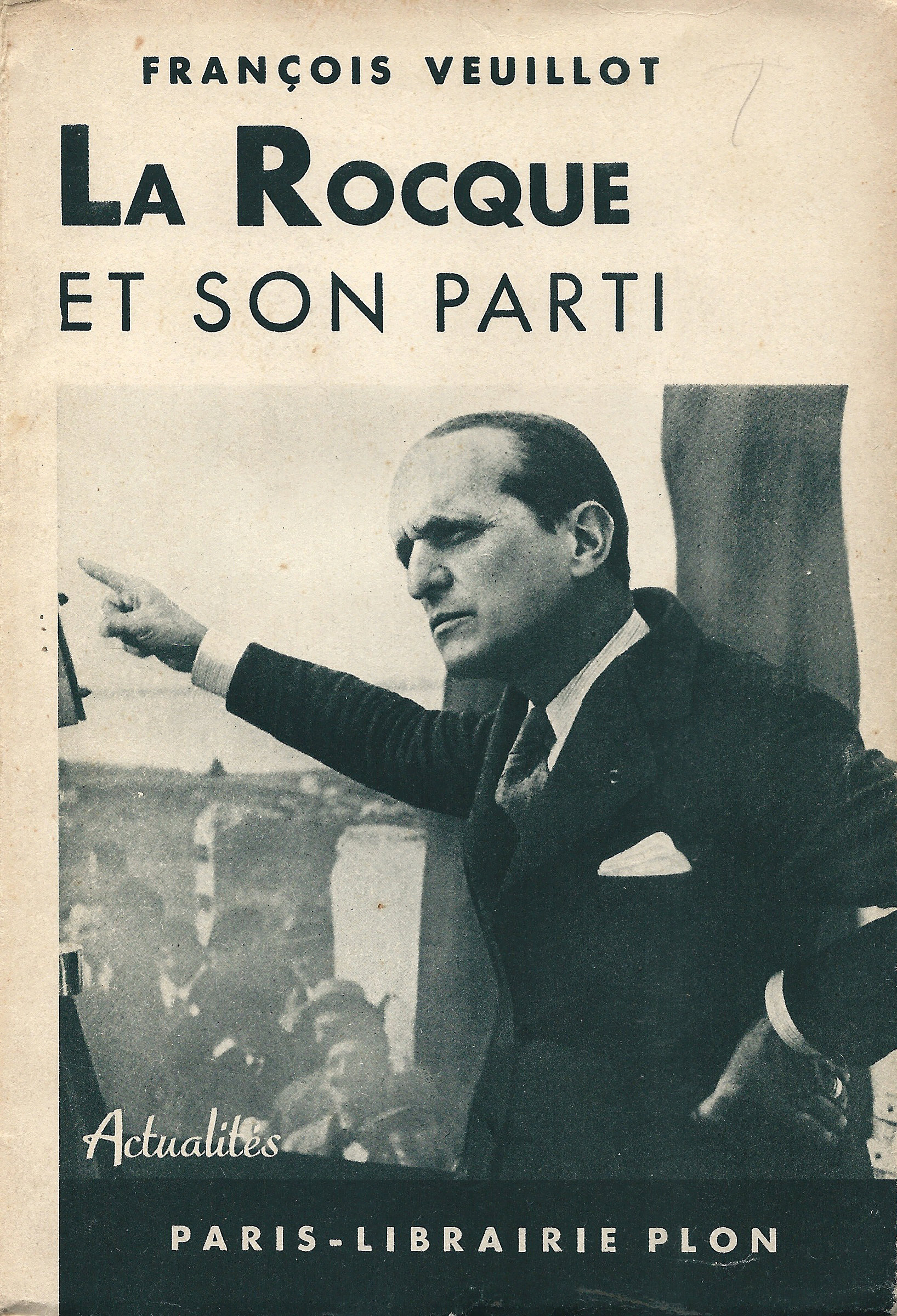
Première de couverture de La Rocque et son parti, Paris : librairie Plon, 1938.

- La Guerre aux églises et aux prêtres, no 4 de Allemagne et les alliés devant la conscience chrétienne, dirigé par le cardinal Alfred Baudrillart, 1916
- La Guerre allemande et le Catholicisme, devant l'opinion, no 8 de Allemagne et les alliés devant la conscience chrétienne, dirigé par le cardinal Alfred Baudrillart, 1916
- Le Moral français : lettres aux catholiques neutres, Bloud et Gay, 1919, 278 p.
- L'Œuvre de la propagation de la foi, Comité Catholique des Amitiés Françaises à l'étranger, 1923, 29 p.
- Bienheureuse Bernadette : Sœur Marie-Bernard : des sœurs de la Charité de Nevers : des nouvelles gloires de l’Église de France, Raspail, 1925
- Un siècle à Notre-Dame-des-Victoires, J.R. Bauer, 1936, 187 p.
- Pour préparer Nice, ce que fut Budapest : 34e Congrès eucharistique international, Budapest, 1938, Éditions Alsatia, 1938, 45 p.
- La Rocque et son parti comme je les ai vus, Plon, 1938, 93 p.
- Michel Garicoïts et la Congrégation des Prêtres du Sacré-Cœur de Bétharram, Paris, Alsatia, 1942.
- Saint Jean Bosco et les Salésiens, Éditions Alsatia, 1943, 227 p.
- L'Ordre de la Paix, P. Lethielleux, 1943, 32 p.
- Louis Veuillot, sa vie, son âme, son œuvre: avec un document inédit, Éditions Alsatia, 1948, 263 p.
- Sous le signe de l'Union, histoire des soixante premiers congrès nationaux de l'Union des œuvres, 1858-1939, Union des œuvres catholiques de France, 1948, 404 p.